# Thru the syngate
Thru the syngate is het tweede studioalbum van Syn. Van “tweede” is alleen sprake als men het ziet vanuit datum uitgifte. Bijna alle opnamen die Syn maakte stammen uit dezelfde tijd. De muziek is uit de Berlijnse School voor elektronische muziek en dan wel uit het tijdperk midden jaren 70. Op dit album worden relatief langere tracks afgewisseld met kortdurende, een stijl die Tangerine Dream grondlegger van de stijl ook gebruikte. Ook invloeden van Vangelis zijn aanwezig op dit album met de percussie en glissanderende tonen. In Viking mission is de sequencer het duidelijkst te horen. Alle muziek is opgenomen in de eigen geluidsstudio van Syns enige lid Dewdney; standplaats Methil nabij Fife, Schotland.

## Musici
- David T. Dewdney – synthesizers, elektronica

## Muziek
Bij sommige tracks werd “Aangepast versie (edit)” vermeld, doch het origineel is nooit uitgegeven.

| Nr. | Titel                                | Duur  |
| --- | ------------------------------------ | ----- |
| 1.  | Transcendent                         | 17:42 |
| 2.  | Slipstream                           | 9:08  |
| 3.  | Valles Marineris (aangepaste versie) | 6:28  |
| 4.  | Heart or Orion (aangepaste versie)   | 6:40  |
| 5.  | Viking mission                       | 18:12 |
| 6.  | Sonus (part 6)                       | 5:21  |
| 7.  | Thru the syngate                     | 10:52 |